# 19 floréal
19 germinal 19 prairial
Le nonidi 19 floréal, officiellement dénommé jour de l'arroche, est le 229e jour de l'année du calendrier républicain.
C'était généralement le 8e jour du mois de mai dans le calendrier grégorien.